# Spider-Man 2
Spider-Man 2 è un film del 2004 diretto da Sam Raimi.
Basato sul personaggio dell'Uomo Ragno di Marvel Comics, è il sequel del film Spider-Man (2002) nonché secondo capitolo della trilogia di Spider-Man. Prosegue la storia di Peter Parker, ragazzo che ha acquisito dei superpoteri dal morso di un ragno geneticamente modificato, e che non riesce a conciliare bene la sua vita privata con i suoi doveri di supereroe. Contemporaneamente a questi problemi, Peter deve far fronte ad una nuova, temibile minaccia: quella del Dottor Octopus, scienziato geniale che si è attaccato quattro tentacoli meccanici sulla schiena (poi divenuti senzienti) che avrebbe dovuto utilizzare durante un esperimento che poi è fallito. Nel tentativo di replicare l’esperimento, Octopus inizierà a seminare il terrore in giro per la città e toccherà a Spider-Man fermarlo. Nel cast sono presenti Tobey Maguire, Alfred Molina, Kirsten Dunst e James Franco, rispettivamente nei ruoli di Peter Parker / Spider-Man, il villain Otto Octavius / Dottor Octopus, di Mary Jane Watson e di Harry Osborn.
Il film è stato prodotto con un budget di $ 200 milioni da Laura Ziskin e Avi Arad per Columbia Pictures (di proprietà della Sony Pictures Entertainment) e scritto da Alvin Sargent, Alfred Gough, Miles Millar e Michael Chabon, con una trama che deriva fondamentalmente dalla storia a fumetti La fine dell'Uomo Ragno!, pubblicata sul numero 50 della testata The Amazing Spider-Man, in cui il protagonista decide di abbandonare il suo costume da supereroe e tornare a una vita normale. Girato nel 2003 tra New York e Los Angeles, è uscito nelle sale cinematografiche degli Stati Uniti il 30 giugno 2004 anche in versione IMAX, mentre nei cinema italiani è stato distribuito il 16 settembre dello stesso anno. La pellicola ha ricevuto ampi consensi dalla critica cinematografica, che ha elogiato il suo peso emotivo e gli effetti visivi, così come la regia di Raimi e le performance di Maguire e Molina, inoltre ha avuto un enorme successo commerciale, incassando circa $ 789 milioni in tutto il mondo, raggiungendo il terzo posto nella classifica dei più grandi incassi cinematografici del 2004.
Spider-Man 2 è stato l'unico film live-action della saga a vincere un Premio Oscar, per la categoria dei migliori effetti speciali, ha ottenuto altre due nomination (per il montaggio del suono e il mixing) e ha vinto ben cinque Saturn Award, tra cui miglior film, Sam Raimi miglior regista e Tobey Maguire come migliore attore.
È considerato da molti critici e fan dell'Uomo Ragno come uno dei migliori cinecomic di tutti i tempi e in assoluto il migliore mai dedicato al personaggio.
Lo straordinario successo di pubblico e critica portò Sam Raimi a realizzare un terzo capitolo nel 2007, Spider-Man 3, sempre interpretato da Tobey Maguire, e successivamente il franchise continuò con dei reboot. Maguire e Molina hanno ripreso i loro ruoli in Spider-Man: No Way Home (2021), film del Marvel Cinematic Universe che presenta la trilogia di Raimi come un universo parallelo.

## Trama
Due anni dopo i fatti del primo film, Peter Parker fatica a conciliare i suoi doveri di lotta al crimine nei panni di Spider-Man con la vita da normale studente universitario. Perde il lavoro di fattorino delle pizze, ha difficoltà finanziarie e fatica a continuare gli studi di fisica del dottor Curt Connors. Inoltre, da quando si è trasferito nel centro di New York, il ragazzo si isola, distaccandosi da Mary Jane e dal migliore amico Harry Osborn, il quale ha giurato vendetta contro Spider-Man credendolo l'omicida di suo padre Norman Osborn. A complicare ulteriormente le cose, Peter scopre che sua zia May sta affrontando un processo di esecuzione rischiando di perdere la casa.
Harry, che ha sostituito suo padre a capo della Oscorp, sta intanto finanziando il geniale fisico dottor Otto Octavius nelle sue ricerche sulla fusione a freddo. Grazie all'ultima possibilità concessagli da Connors, Peter conosce il fisico di persona, ottenendone l'ammirazione grazie alla sua mente brillante. Durante una dimostrazione pubblica, alla quale assiste anche Peter, Octavius adopera un esoscheletro dotato di quattro tentacoli meccanici collegati tramite un complesso sistema neurale alla sua mente, in modo da agire direttamente sul nucleo energetico della fusione. Purtroppo un picco di tensione manda il macchinario fuori controllo. Octavius rifiuta di interrompere l'esperimento, causando un terribile incidente nel quale sua moglie Rosy perde la vita ed egli rimane prigioniero dei quattro tentacoli che restano saldati alla sua schiena, nonostante Spider-Man riesca a salvare Harry e a spegnere il macchinario, evitando ulteriori danni. Harry, amareggiato e caduto in disgrazia per la tragedia, riaccende la sua ossessione rancorosa su Spider-Man e lo scienziato, privo di sensi, viene portato in un ambulatorio per rimuovere i tentacoli dal suo corpo, ma dal momento che l'incidente ha danneggiato il chip di controllo dei tentacoli, questi si attivano uccidendo tutta l'équipe medica. Octavius si risveglia e, inorridito dalla carneficina, fugge dall'ospedale per poi nascondersi in una palafitta abbandonata nel porto di Manhattan.
Irremovibili e non più tenuti a freno, i tentacoli meccanici iniziano a soggiogare il cervello di Octavius grazie alla loro avanzatissima intelligenza artificiale, convincendolo a ripetere l'esperimento. Etichettato dal Daily Bugle con il nome di "Dottor Octopus" (o "Doc Ock"), lo scienziato si reca in una banca con l'intento di rubare dei soldi per finanziare il suo obbiettivo. Peter, che si trova nella stessa banca con zia May, indossa i panni di Spider-Man e affronta il supercriminale riuscendo a salvare la zia, ma Octavius riesce a fuggire con il denaro. Nel frattempo Mary Jane è diventata un'attrice di teatro comparendo in L'importanza di chiamarsi Ernesto, ma Peter, per fermare due delinquenti pericolosi lungo la strada, perde la sua recita.
Dopo aver deluso Mary Jane ripetutamente e aver subito l'ira di Harry, che lo attacca a causa della sua lealtà a Spider-Man che continua a incolpare della morte del padre, scopre anche che Mary Jane ha appena accettato di sposare John Jameson, astronauta e figlio di J. Jonah Jameson, lo scostante direttore del Daily Bugle, che non perde occasione per parlare male di Spider-Man, dove Peter lavora come fotografo. Dopo aver realizzato che i suoi poteri di ragno stanno scomparendo e stanco di vedere la sua vita fallire a causa di Spider-Man, Peter decide di gettare il suo costume nella spazzatura e a vivere da persona normale. Peter riesce a recuperare negli studi e ad andare a vedere Mary Jane a teatro, ma scopre con rammarico che lei ha comunque intenzione di sposarsi con John. Affranto, trova il coraggio di confidare a zia May la verità sulla morte dello zio Ben, e di come non abbia fermato l'omicida quando ne aveva avuto l'occasione, facendo stare male l'anziana donna. Nel frattempo, uno spazzino trova il suo costume e lo porta al Daily Bugle, dove Jameson lo espone come trofeo nel suo ufficio. Al contempo, la mancanza di Spider-Man favorisce un notevole aumento della criminalità in città e la gente comune si chiede dove sia finito il supereroe.
Nel frattempo, il Dottor Octopus stringe un patto con Harry Osborn: questi gli fornirà il tritio, rarissimo minerale necessario all'esperimento, ma in cambio Octopus dovrà consegnare Spider-Man nelle mani del giovane. Harry, accecato dalla vendetta, rivela all'incontrollabile scienziato che Peter, essendo il fotografo dell'Uomo Ragno, è la chiave per trovarlo. La sera stessa, mentre torna verso casa, Parker si imbatte in un incendio ad una palazzina dove è rimasta intrappolata una bambina piccola. Il ragazzo, capendo quale sia il suo dovere entra nell'edificio e senza servirsi di alcun super potere, salva la bambina.
Dopo l’incendio, Peter torna trovare zia May, che pressata dalla banca, è costretta a traslocare e a vendere gli oggetti di casa a lei cari. May rivela al nipote di essere contenta che le abbia detto la verità, spiegandogli come ognuno a volte debba anteporre la propria responsabilità alle aspirazioni personali. Pensando a ciò, Peter tenta di fare un salto da un edificio all'altro, come la prima volta che ottenne i poteri, ma senza esito e facendosi male. Nel frattempo Mary Jane, intenta nei preparativi per il matrimonio con John, ripensa alla conversazione avuta precedentemente con Peter e su quali siano i suoi veri sentimenti.
Il giorno dopo, Peter dà appuntamento a Mary Jane in un bar, deciso a rivelarle la sua identità segreta. Tuttavia, prima che possa farlo vengono attaccati dal Dottor Octopus, che rapisce la ragazza intimando al giovane di convincere Spider-Man ad incontrarlo. La tensione fa riacquisire a Peter la sicurezza perduta e di conseguenza i suoi poteri di ragno. Dopo aver recuperato il costume di Spider-Man nell'ufficio di Jameson, il supereroe va ad affrontare Octopus.
I due hanno un combattimento che si protrae su un treno della linea R. Octopus distrugge i freni e lascia che Spider-Man salvi il treno che deraglia procedendo a tutta velocità verso un binario tronco, rischiando di cadere nel vuoto e uccidere i passeggeri. Usando tutte le sue forze rimaste, Peter riesce a fermare il treno prima che sia troppo tardi e, ormai esausto, sviene. Quando si riprende, Peter si accorge di non avere la maschera, e i passeggeri gliela restituiscono promettendogli di non dire a nessuno della sua identità. Alla fine Octavius cattura l'indebolito Spider-Man e lo consegna a Harry. Dopo aver dato il tritio al dottore, Harry si prepara a uccidere Spider-Man e lo smaschera, scoprendo con sgomento che è Peter, che lo convince a mettere da parte il loro conflitto e indirizzarlo alla tana di Octavius.
Intanto, Mary Jane è ancora ostaggio del Dottor Octopus, il quale ha ricostruito il suo macchinario, alimentandolo però con una maggior quantità di tritio. Come la prima volta, il sistema va fuori controllo e il nucleo energetico raggiunge il punto di autosufficienza, trasformandosi in un piccolo sole e mettendo a repentaglio la sicurezza dell'intera città. Spider-Man arriva appena in tempo per salvare la ragazza ed evitare il disastro. Spidey e Octopus combattono di nuovo, e alla fine Peter rivela la sua identità e convince Otto a rinunciare al suo sogno per un bene superiore. Octavius, ispirato dalle parole del ragazzo, ordina ai tentacoli di obbedirgli e si sacrifica per distruggere il macchinario facendolo cadere nel fiume Hudson, le cui acque raffreddano il nucleo disattivandolo. Nel farlo, lo scienziato viene trascinato sul fondo del fiume e muore annegando.
Mary Jane apprende la vera identità di Spider-Man e i sentimenti che quest'ultimo prova per lei. La ragazza ora capisce perché Peter non voleva fidanzarsi: non voleva mettere la sua vita in serio pericolo, in caso qualcuno dei suoi nemici scoprisse la sua identità segreta. Nel frattempo Harry, rimasto solo nel suo attico, ha una visione di suo padre Norman in uno specchio, che gli ordina di vendicare la sua morte uccidendo Peter, ma Harry si rifiuta e frantuma furiosamente lo specchio, scoprendo una stanza segreta contenente l'equipaggiamento da Goblin di suo padre. Il giorno del suo matrimonio, Mary Jane abbandona John all'altare e, indossando il suo abito da sposa, corre all'appartamento di Peter avendo capito che è colui che ama veramente e scegliendo, nonostante tutto, di correre i rischi mettendosi con Peter. Dopo essersi baciati, sentono le sirene della polizia e Mary Jane lo incoraggia ad aiutare nei panni di Spider-Man.

## Produzione

### Sviluppo
Subito dopo aver terminato Spider-Man, il regista Sam Raimi cominciò a lavorare al sequel. Nel mese di aprile 2002 vennero ingaggiati Alfred Gough e Miles Millar per scrivere una sceneggiatura che comprendesse il Dottor Octopus, Lizard e la Gatta Nera come antagonisti. Con il successo ottenuto dal primo film nel solo weekend d'apertura, la Sony Pictures annunciò che il sequel sarebbe uscito nel 2004 con il titolo di lavorazione The Amazing Spider-Man (in seguito accantonato e utilizzato anni dopo per il quarto film del franchise), e stanziò un budget di circa 200.000.000 di dollari, che ai tempi rese il nuovo film di Raimi la produzione cinematografica più costosa della storia del cinema dopo Titanic.
Per lo script, venne assunto anche David Koepp, sceneggiatore del primo film, da affiancare a Gough e Millar, ma il loro lavoro venne rifiutato, e nel settembre 2002 la produzione chiamò Michael Chabon per riscrivere completamente la sceneggiatura. La sua storia prevedeva un Dottor Octopus più giovane innamorato di Mary Jane Watson e il personaggio di Harry Osborn che metteva una taglia da 10.000.000 di dollari sulla testa di Spider-Man. Il produttore Avi Arad rifiutò anche questa versione e chiese a Sam Raimi di farla rettificare da Alvin Sargent. Il nuovo sceneggiatore, decise di puntare tutto sul percorso personale del protagonista, sui suoi conflitti interiori e sul peso della responsabilità comportato dai suoi poteri. Anche Raimi e suo fratello Ivan, inizialmente lavorarono non accreditati al nuovo script, e insieme a Sargent scelsero alcuni elementi interessanti delle sceneggiature precedenti. Inoltre, utilizzarono parzialmente anche la trama dello storico fumetto numero 50 intitolato Spider-Man no more! (La fine dell'Uomo Ragno!), nel quale il protagonista abbandona la sua identità di supereroe, e si ispirarono anche al film Superman II, dove allo stesso modo, il personaggio principale rinuncia ai suoi poteri per perseguire scopi personali e dedicarsi alla donna che ama. Il Dottor Octopus rimase l'unico antagonista della nuova sceneggiatura, in quanto, a detta del regista, rappresentava una minaccia sia fisica che psicologica per Spider-Man. Raimi e Sargent decisero anche di modificare alcuni elementi presi dal fumetto, soprattutto riguardo al passato del Dottor Octopus che all’inizio doveva rappresentare un eroe positivo per Peter e che successivamente quest'ultimo non avrebbe cercato di ucciderlo, ma di redimerlo dalla sua attività criminale. Ivan Raimi lavorò anche come “script doctor” poco prima dell’inizio delle riprese, ma di tutti gli scrittori coinvolti a firmare la pellicola furono solo Gough, Millar e Chabon come autori del soggetto e Alvin Sargent come sceneggiatore.

### Cast
- Tobey Maguire è Peter Parker / Spider-Man: l’attore, veste per la seconda volta i panni dello studente diventato supereroe dopo essere stato morso da un ragno geneticamente modificato. Maguire, nonostante l’enorme successo del primo film, rischiò di essere sostituito per un problema alla schiena.[7] Come potenziale sostituto, la produzione pensò di ingaggiare Jake Gyllenhaal, all'epoca fidanzato con Kirsten Dunst e che nel 2000 era già stato preso in considerazione per la parte durante il casting del primo capitolo, ma Maguire si riprese appena in tempo e poté tornare a interpretare il ruolo[13] percependo un salario da 17.000.000 di dollari.
- Kirsten Dunst è Mary Jane Watson: la Dunst, come nella pellicola originale, interpreta la ragazza di cui Peter Parker è follemente innamorato da anni. Nel film, il personaggio di Mary Jane, cerca di avere successo come attrice ed è in procinto di sposarsi con John Jameson.
- James Franco è Harry Osborn: il giovane attore, interpreta per la seconda volta il miglior amico di Parker, ora leader delle Oscorp Industries e in cerca di vendetta nei confronti di Spider-Man dopo la morte di suo padre, Norman Osborn. Franco, durante il casting del primo film, era stato originariamente preso in considerazione per la parte di Peter Parker.
- Alfred Molina è Otto Octavius / Dottor Octopus: l’attore britannico, ha il ruolo del brillante scienziato che in seguito ad un incidente durante un esperimento, diventa un "supercattivo" ritrovandosi quattro tentacoli meccanici intelligenti attaccati al suo corpo. La produzione prese in considerazione per il ruolo diversi nomi importanti come Robert De Niro, Ed Harris, Christopher Walken, Chris Cooper, David Duchovny, Arnold Schwarzenegger e Sam Neill, ma Sam Raimi, impressionato dall’interpretazione di Molina nel film Frida, insistette per ingaggiare l’attore.[14] Grande fan dei fumetti Marvel,[15] Molina, volle mantenere intatto il senso dell'umorismo del personaggio che non venne scritto come uno stereotipato scienziato pazzo, bensì come una figura di riferimento per Peter.[16] L’attore, dopo essere stato assunto nel febbraio 2003, si sottopose ad un duro programma di allenamento per prepararsi fisicamente al ruolo.[17]
- Rosemary Harris è May Parker: l’anziana attrice inglese, per la seconda volta interpreta la zia di Peter.
- J. K. Simmons è J. Jonah Jameson: Simmons, futuro premio Oscar, veste ancora i panni del burbero capo del Daily Bugle.
- Donna Murphy è Rosalie Octavius: la Murphy, nota al pubblico americano come cantante e attrice teatrale, interpreta la moglie di Otto Octavius.
- Daniel Gillies è John Jameson: l’attore canadese, interpreta il giovane astronauta figlio di J. Jonah Jameson e fidanzato di Mary Jane Watson. Per il ruolo era stato preso in considerazione anche Jerry O'Connell.
- Dylan Baker è Curt Connors: Baker, noto interprete di teatro e film indipendenti, ha il ruolo del professore di Peter e collega di Otto Octavius.
- Bill Nunn è Joseph "Robbie" Robertson: l’attore caro a Spike Lee, interpreta per la seconda volta il giornalista-editor del Daily Bugle.
- Asif Mandvi è Mr. Aziz: il noto comico di origine indiana ed inviato del programma The Daily Show, interpreta il responsabile di Joe's Pizza.
- Ted Raimi è Hoffman: il fratello minore del regista, riprende il ruolo dell'assistente di J. Jonah Jameson già interpretato nel primo film. In una delle sequenze dove appare, cita un altro personaggio dei fumetti Marvel: il Dottor Strange.
- Elizabeth Banks è Betty Brent: la Banks, in futuro regista e produttrice di successo, interpreta per la seconda volta la simpatica segretaria di J. Jonah Jameson.
- Bruce Campbell è la maschera del teatro: l'attore feticcio di Sam Raimi, che nel primo film interpretava l'inventore del nome di Spider-Man torna a fare parte del cast ma in un ruolo diverso, quello dell'odiosa maschera del teatro che impedisce a Peter di vedere la rappresentazione in cui sta recitando Mary Jane. Campbell, che apparirà in un altro cameo anche nella pellicola successiva, è il protagonista del franchise horror La casa, ampiamente omaggiato nella scena dell'ospedale.
- Willem Dafoe è Norman Osborn / Goblin: Dafoe, che interpretava il padre di Harry Osborn, morto durante gli eventi del primo film, appare in un breve cameo dove indica al figlio come diventare il nuovo Goblin.
- Cliff Robertson è Ben Parker: l’anziano attore, ritorna a interpretare lo zio del protagonista in una breve apparizione di un flashback.
- Gregg Edelman è il Dott. Davis: Edelman, famoso in teatro come attore di musical, ha il ruolo del medico di Peter.
- Vanessa Ferlito è Louise: la giovane attrice di origini italiane, ha il ruolo di una collega di Mary Jane Watson.
- Elya Baskin è Mr. Ditkovich: l’attore, conosciuto caratterista nato in Unione Sovietica e trasferitosi negli Stati Uniti intorno alla metà degli anni 70', interpreta l'odioso padrone di casa del protagonista.
- Mageina Tovah è Ursula: la Tovah, ha il ruolo della timida e gentile figlia di Mr. Ditkovich, segretamente innamorata di Peter.
- Daniel Dae Kim è Raymond: l’attore sudcoreano, che pochi mesi dopo l'uscita del film diventerà una star TV con la serie Lost, interpreta uno degli assistenti di Octavius.
- Hal Sparks è l'uomo nell'ascensore: Sparks, ha il breve ruolo di un curioso nella scena dell'ascensore.
- Joel McHale è Mr. Jacks: il noto presentatore TV, appare brevemente nel ruolo di Mr. Jacks.
- Brent Briscoe è lo spazzino: Briscoe, ha il ruolo dello spazzino che consegna a Jameson il costume di Spider-Man. L’attore aveva già lavorato con Raimi in Soldi sporchi.
- Kelly Connell è il Dott. Isaacs: Connell, interpreta il chirurgo che cerca di rimuovere l'esoscheletro al Dottor Octopus.
- Emily Deschanel è la segretaria: la Deschanel ha il ruolo dell'antipatica segretaria che si rifiuta di pagare la pizza a Peter.
- John Paxton è il maggiordomo: l’anziano padre dell'attore Bill Paxton, interpreta per la seconda volta il maggiordomo di casa Hosborn.
- Taylor Gilbert è la signora Watson: la Gilbert, moglie di Ian Bryce (il produttore del primo film), ritorna nei panni di Madeline Watson, la madre di Mary Jane.
- Anne Betancourt è la donna dell’incendio: l’attrice, interpreta la madre della bambina salvata da Peter.
- Venus Lam è la bambina nell'edificio in fiamme: la piccola Lam, ha il ruolo della bambina salvata da Peter nella scena dell’incendio.
- Joe Virzi è il pompiere: l'attore, appare brevemente nella scena dell'incendio come pompiere. Nel film precedente appariva nella scena della battaglia sul ponte.
- Stan Lee è l'uomo che schiva i detriti: il creatore del personaggio, compare brevemente nei panni di un passante che salva una ragazza da un cumulo di macerie caduto dall'alto. Originariamente, Lee era apparso nei panni del testimone del furto della pizza, ma per problemi tecnici la scena è stata rigirata con un altro attore.
- Joy Bryant è la donna alla ragnatela: la modella e attrice, ha un breve cameo nella scena dell'inseguimento in auto.
- Scott Spiegel è l’uomo sul balcone: Spiegel, amico d'infanzia di Raimi e sceneggiatore de La casa 2, appare brevemente nei panni dell'uomo che cerca di mangiare una pizza sul balcone, ma gli viene sottratta da Spider-Man.
- John Landis è il dottore: il famoso regista di The Blues Brothers - I fratelli Blues e Un lupo mannaro americano a Londra fa un breve cameo nel ruolo di uno dei chirurghi che opera il Dottor Octopus.
- Joey Coco Diaz è un passeggero del treno: l'attore, ha un breve cameo nella drammatica scena del treno.
- Chloe Dykstra è una passeggera del treno: la figlia del leggendario tecnico FX John Dykstra, è una dei passeggeri del treno.
- Dan Hicks è un passeggero del treno: Hicks, che aveva già lavorato con Sam Raimi in La casa 2 e in Darkman, appare brevemente nella scena del treno.
- Timothy Patrick Quill è un passeggero del treno: l'attore, amico di Sam Raimi da quando era ragazzo, aveva già recitato in alcuni film del regista, tra cui L'armata delle tenebre.
- Donnell Rawlings è il testimone del furto della pizza: il noto comico, fa una fulminea apparizione nella scena del furto della pizza.
- Jopaul Epp è il bambino mascherato: il giovanissimo fratellastro di Tobey Maguire è uno dei bambini con la maschera nella scena del treno.
- Weston Epp è il secondo bambino mascherato: l'altro fratellastro di Maguire, insieme al fratello Jopaul, è uno dei bambini mascherati nella scena del treno.

### Riprese

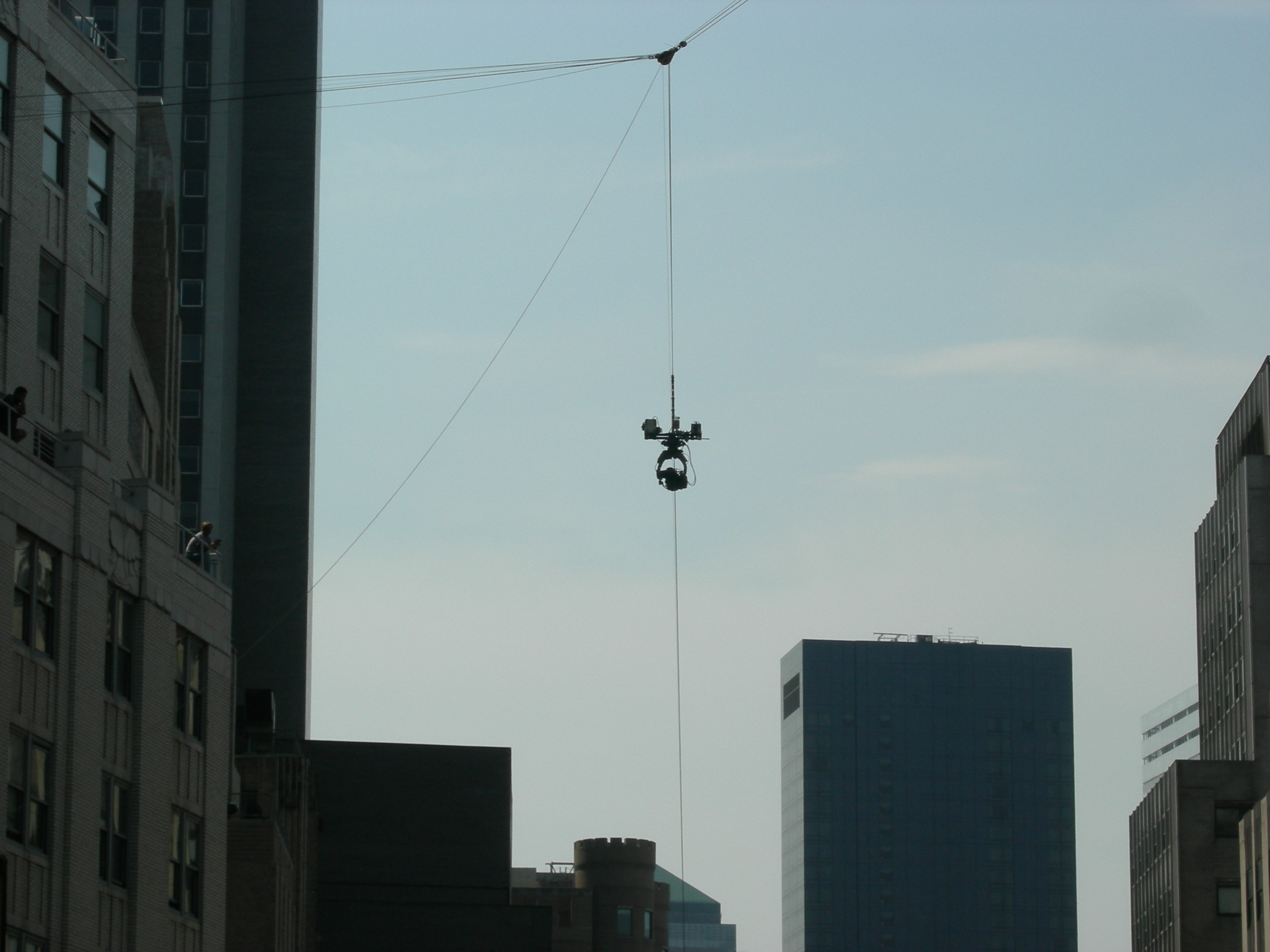
La Spidercam

Dopo due giorni di pre-riprese a Chicago nel novembre 2002, in cui una troupe ridotta filmò dei treni in movimento che sarebbero dovuti servire come sfondo nella complicata scena del combattimento sul treno, le riprese ufficiali del film iniziarono il 12 aprile del 2003 a New York nelle location scelte dal regista. In seguito vennero girate ancora altre scene a Chicago, e il 13 maggio dello stesso anno la produzione si spostò a Los Angeles per continuare il film negli studi cinematografici della Sony Pictures. Rispetto al precedente episodio, Tobey Maguire, causa un problema alla schiena, non era nelle condizioni fisiche ottimali per realizzare personalmente le scene di combattimento e fu sostituito da uno stuntman per la maggior parte di queste sequenze. Allo stesso modo, anche per l'anziana attrice Rosemary Harris, si fece ricorso alle controfigure, soprattutto nella scena in cui il suo personaggio (zia May) viene assalita da Octopus. Alfred Molina, invece, come aveva fatto anche Willem Dafoe nel primo film, decise di non ricorrere agli stuntman per le scene pericolose, sottoponendosi a una dura preparazione fisica prima delle riprese. 
Per realizzare l’ultimo spettacolare combattimento tra Spider-Man e Octopus, la produzione ricorse alla Spidercam, una particolare cinepresa sospesa in cielo attraverso dei cavi, e che riprendeva sei frame al secondo per infondere maggiore velocità alle sequenze d'azione. Le riprese ad un certo punto, si interruppero per otto settimane in quanto la produzione necessitava di creare il covo di Doc Ock, che a livello visivo venne ispirato a Raimi e allo scenografo Neil Spisak dal cinema espressionista tedesco degli anni 20', in particolare dai film di Fritz Lang e da Il gabinetto del dottor Caligari di Robert Wiene. L’interno del covo venne costruito a Los Angeles nello studio 30 della Sony Pictures e le riprese si protrassero fino al dicembre del 2003.

### Effetti speciali

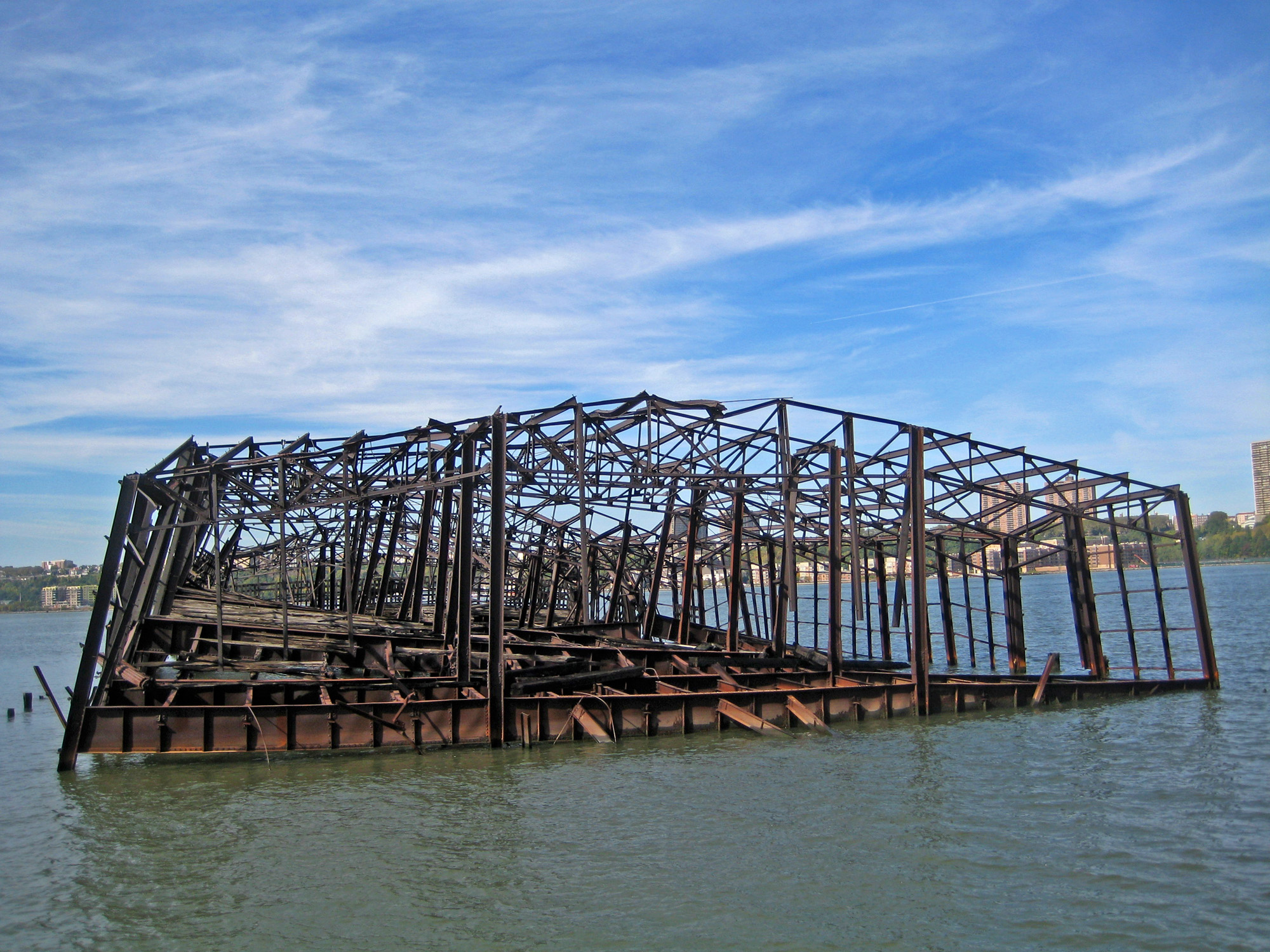
Il magazzino al porto di New York utilizzato per il covo di Octopus.

Il costumista James Acheson, rispetto al primo film apportò diverse modifiche al costume di Spider-Man rendendo i colori più brillanti, rimpicciolendo le lenti degli occhi e ridisegnando con più eleganza il simbolo del supereroe sul petto. Mentre nella pellicola precedente, il costume era un pezzo singolo ad eccezione della maschera, nel secondo episodio venne diviso in varie sezioni e anche l'elmetto fu modificato per conferire maggior dinamismo al personaggio.
Riguardo al costume del Dottor Octopus, Alfred Molina dovette indossare un busto in gomma e metallo, mentre i movimenti dei quattro tentacoli vennero eseguiti dai membri della troupe addetti agli effetti. I tentacoli vennero fabbricati dalla Edge FX, e Molina, durante le riprese si divertì a riferirsi ai quattro tentacoli con dei nomi propri, per la precisione Larry, Harry, Moe e Flo.
Per l’esterno del covo del Dottor Octopus, lo scenografo Neil Spisak decise di utilizzare un magazzino semidistrutto nel porto di New York; questo luogo, come riporta lo stesso Spisak, vuole simboleggiare la caduta morale del personaggio. Il set, ricostruito in studio a Los Angeles per gli interni e ispirato visivamente al film espressionista Il gabinetto del dottor Caligari, durante le riprese è stato il luogo dove in maggioranza, vennero realizzati gli effetti speciali della pellicola.
Come per il film precedente, John Dykstra ha lavorato come supervisore degli effetti visivi. Il motto di Dykstra e dei suoi collaboratori era che la peggiore ripresa del secondo film fosse bella quanto la migliore del primo. La sequenza più impegnativa da realizzare per il team di effettisti è stata quella della reazione nucleare che Octavius cerca di scatenare durante il combattimento finale con Spider-Man. Dykstra, tra riprese e post-produzione, ha avuto a disposizione per gli effetti un budget da 54.000.000 di dollari, e il suo lavoro è stato premiato con l'Oscar.

### Post-produzione
Il montaggio del film è stato curato come il capitolo precedente da Bob Murawski, futuro premio Oscar e storico collaboratore di Raimi. Per la sequenza di apertura che riassume gli eventi del primo film sono stati utilizzati i disegni originali del noto illustratore Alex Ross.

## Colonna sonora
Come per il film precedente, la colonna sonora è stata composta da Danny Elfman, anche se nelle ultime settimane di post-produzione è stata supervisionata e parzialmente rimaneggiata da Christopher Young, a causa delle incomprensioni tra Elfman e Raimi. Young, qui accreditato come autore delle musiche aggiunte, firmerà la colonna sonora di Spider-Man 3.

### Tracce
1. Spider-Man 2 (Main Title)
2. M.J.'s New Life/Spidus Interruptus
3. Doc Ock Is Born
4. Angry Arms/Rebuilding
5. A Phone Call/The Wrong Kiss/Peter's Birthday
6. The Mugging/Peter's Turmoil
7. The Bank/Saving May
8. He's Back!
9. Doc Ock's Machine
10. Train/Appreciation
11. Aunt May Packs
12. Armageddon/A Really Big Web!
13. The Goblin Returns
14. At Long Last, Love

Nella colonna sonora del film sono compresi anche i seguenti brani:
- Raindrops Keep Fallin' on My Head di B. J. Thomas
- Vindicated dei Dashboard Confessional
- Hold On dei Jet
- Ordinary dei Train
- We Are di Ana Johnsson
- Theme For Spider-Man di Michael Bublé

## Distribuzione
Il film è stato proiettato in anteprima mondiale al Mann Village Theater di Los Angeles il 25 giugno 2004. Lo stesso giorno è uscito al cinema in Lituania, mentre nelle sale di Stati Uniti e Canada è stato distribuito in 4.152 schermi il 30 giugno 2004, superando il record del suo predecessore come film più visto in nordamerica nella sua prima giornata di programmazione. Nella stessa data, la pellicola è uscita anche in altri paesi come Australia, Colombia, Indonesia, Corea del Sud, Filippine, Russia, e nei due mesi successivi è arrivata nelle sale cinematografiche di quasi tutto il mondo, Cina compresa. Il film di Raimi è stato distribuito nei cinema italiani il 16 settembre 2004, piazzandosi al primo posto nella classifica del box office per i primi due weekend di programmazione. In nordamerica, Spider-Man 2 è uscito anche in versione IMAX il 23 luglio 2004, e successivamente è stato rilasciato per questo formato in altri paesi come Singapore e Giappone.
Il 17 aprile 2007, quasi tre anni dopo l’uscita cinematografica e in concomitanza con quella del sequel Spider-Man 3, il film è stato ri-distribuito per il mercato Home video in una nuova versione intitolata Spider-Man 2.1. Questo nuovo montaggio include otto minuti di scene inedite mai viste sul grande schermo.

### Edizioni home video
L'edizione home video del film è stata distribuita da Columbia Pictures in DVD e VHS inizialmente in Australia il 17 novembre 2004, seguita da Inghilterra (26 novembre) e Stati Uniti (30 novembre), mentre in Italia è arrivata il 3 dicembre 2004.. Per tutte le edizioni DVD uscite nei vari paesi sono presenti i seguenti contenuti speciali:
- Commento audio di Tobey Maguire, Sam Raimi, Avi Arad e Grant Curtis;
- Commento audio di Steve Johnson e Eric Hayden;
- Commento testuale;
- Web-i-sodes Costumi, J. Jonah Jameson, Peter Parker and Mary Jane Watson e Comic-Con Q&A;
- Errori sul set;
- Video musicale Ordinary dei Train;
- Video musicale I Am dei Killing Heidi;
- Trailers;
- Making Of;
- Featurette: Eroe in crisi;
- Featurette: Ock-umentario: otto braccia per stringerti;
- Featurette: Le donne di Spider-Man;
- Featurette: Entra nella ragnatela, multi angolo;
- Galleria fotografica;
- Speciali sul videogame;
- Contenuti DVD-Rom.

#### Spider-Man 2.1
Nel 2007, in concomitanza con l'uscita di Spider-Man 3, è stata messa in commercio una nuova edizione home video del film, intitolata Spider-Man 2.1. In questa versione vengono aggiunti otto minuti di scene inedite integrate alla pellicola. 
In alcuni paesi, il DVD del nuovo montaggio è stato messo in commercio allegato ad un fumetto di Spider-Man. I contenuti speciali di questa edizione sono i seguenti:
- Commento testuale.
- Commento audio di Laura Ziskin e Avi Arad.
- Featurette: Dentro Spider-Man 2.1.
- Featurette: Da grandi creazioni derivano grandi riconoscimenti.
- Featurette: I nemici di Spider-Man 3.
- Featurette: Visual Effects Breakdown.
- Featurette: Danny Elfman e lo score di Spider-Man 2.
- Anteprima di Spider-Man 3.
- Trailer.

## Accoglienza

### Incassi
Spider-Man 2 è stato un enorme successo al botteghino. Costato 200.000.000 di dollari (per i tempi il film più costoso della storia dopo Titanic), ne ha incassati a livello mondiale 788.618.317, diventando il terzo film più visto al cinema nel 2004 dietro a Shrek 2 e Harry Potter e il prigioniero di Azkaban. In nordamerica, dove è stato distribuito in 4.166 schermi cinematografici rimanendo in programmazione per 22 settimane, è arrivato a incassare $ 373.585.825, piazzandosi al primo posto della classifica al box office nei primi due weekend di programmazione, diventando il secondo più grande incasso dell'anno e il decimo di sempre, ed è riuscito anche a superare il record del suo predecessore come film di maggiore incasso della storia nella giornata d’apertura, esordendo con $ 64.255.524 in 4.152 sale. 
A livello internazionale, cinque giorni dopo la sua prima uscita in Lituania, Spider-Man 2 ha debuttato in 28 territori incassando in una sola settimana circa 43.000.000 di dollari. In poco tempo, la pellicola ha incassato cifre da capogiro nei seguenti paesi: Australia ($17.8 milioni), Francia ($40.2 milioni), Germania ($24.2 milioni), Giappone ($59.5 milioni), Spagna ($18.8 milioni), e Regno Unito ($49.7 milioni). Ebbe un successo senza precedenti anche in Malaysia, come film più visto di sempre nel weekend di apertura, in Indonesia, dove superò l’incasso record di Titanic, e in Messico, dove venne distribuito in 873 sale incassando solo nella prima settimana di programmazione 6.600.000 dollari e alla fine della sua corsa circa 20.500.000. 
In Italia, rimase primo nella classifica del box office per due weekend consecutivi, e con un incasso finale di 18.976.165 Euro, nella stagione cinematografica 2004/2005 è stato secondo solo a Shrek 2.
Nonostante il grande successo economico e il trionfo da parte della critica, il film, non è riuscito comunque a eguagliare le cifre del suo predecessore ($ 821.708.551 nel mondo, di cui 403.706.375 negli Stati Uniti), inoltre, costato $ 70.000.000 di dollari in più, si è rivelato di conseguenza, meno remunerativo per la Sony Pictures rispetto al precedente.

### Critica
Su Rotten Tomatoes, Spider-Man 2 ha un indice di gradimento del 93% basato su 275 recensioni, con una valutazione media di 8,3/10. Il consenso critico del sito web recita: "Vantando un cattivo divertente e un focus emotivo più profondo, questo è un sequel che migliora l'originale." Metacritic, che invece utilizza una media ponderata, ha dato al film un punteggio di 83 su 100 basato su 41 recensioni, indicando "un plauso universale".
Il critico Mark Caro del Chicago Tribune definí Alfred Molina un cattivo "piacevolmente complesso", e scrisse che il film nel suo insieme era di gran lunga migliore del precedente.
Roger Ebert del Chicago Sun-Times, diede al film di Raimi quattro stelle su quattro, definendolo il miglior film di supereroi dell'età moderna e paragonandolo al Superman del 1978 per quanto riguarda la qualità raggiunta dagli effetti speciali e dalla storia del protagonista. Il noto critico, inoltre, definì Spider-Man 2 il quarto film migliore del 2004.
Richard George di IGN, lodò particolarmente la pellicola e soprattutto il lavoro svolto da Raimi e dagli sceneggiatori, per aver aggiunto delle novità nella storia, ma anche per avere utilizzato alcune caratteristiche del fumetto originale.
Kenneth Turan, del Los Angeles Times, ha assegnato al film quattro stelle su cinque apprezzando tantissimo l’interpretazione di Molina nel ruolo di Doc Ock, mentre il critico italiano Paolo Mereghetti, nel suo dizionario del cinema, ha dato al film tre stelle su quattro definendolo uno dei migliori lavori di Sam Raimi.
Nonostante il trionfo di critica ci furono anche alcune opinioni discordanti. J. Hoberman di The Village Voice definì il film troppo umoristico e in alcuni punti anche noioso. E anche Charles Taylor espresse critiche negative sul suo sito internet, soprattutto riguardo allo sviluppo del personaggio di Peter Parker, definendolo non molto eroico.
Spider-Man 2 vinse l’Oscar come migliori effetti speciali e ottenne altre due candidature (sonoro e montaggio sonoro), fu candidato a due premi Bafta (sonoro ed effetti speciali) e venne premiato con ben cinque Saturn Award (film, regia, attore, sceneggiatura ed effetti speciali), inoltre è stato sempre inserito nelle varie classifiche dei migliori film di supereroi. La rivista Empire lo ha classificato 411º nella lista dei 500 migliori film della storia del cinema, descrivendolo come "più grandioso e migliore del suo predecessore, con un cattivo superiore nel Doc Ock di Alfred Molina e un Raimi molto più sicuro di sé e capace di intrufolarsi agevolmente nei suoi marchi di fabbrica". Nel 2013, Forbes descrisse il film come "non solo uno dei più grandi sequel di tutti i tempi, ma in assoluto uno dei migliori film del genere", mentre Film School Rejects nel 2018, scrisse che Spider-Man 2 era il miglior film estivo di sempre e che la sua storia emotiva si ergeva al di sopra dei moderni film estivi come The Avengers e Il cavaliere oscuro.

## Riconoscimenti
- 2005 - Premio Oscar
  - Migliori effetti speciali a John Dykstra, Scott Stokdyk, Anthony LaMolinara e John Frazier
  - Nomination Miglior sonoro a Kevin O'Connell, Greg P. Russell, Jeffrey J. Haboush e Joseph Geisinger
  - Nomination Miglior montaggio sonoro a Paul N.J. Ottosson
- 2005 - Premio BAFTA
  - Nomination Migliori effetti speciali a John Dykstra, Scott Stokdyk, Anthony LaMolinara e John Frazier
  - Nomination Miglior sonoro a Kevin O'Connell, Greg P. Russell, Jeffrey J. Haboush e Paul N.J. Ottosson
- 2005 - Saturn Award
  - Miglior film fantasy
  - Migliore regia a Sam Raimi
  - Miglior attore protagonista a Tobey Maguire
  - Migliore sceneggiatura a Alvin Sargent
  - Migliori effetti speciali a John Dykstra, Scott Stokdyk, Anthony LaMolinara e John Frazier
  - Nomination Miglior attore non protagonista a Alfred Molina
  - Nomination Miglior colonna sonora a Danny Elfman
  - Nomination Miglior edizione speciale DVD
- 2005 - BMI Film & TV Award
  - Miglior colonna sonora a Danny Elfman
- 2005 - Critics' Choice Awards
  - Nomination Miglior film per famiglie
- 2005 - Empire Award
  - Migliore regista a Sam Raimi
  - Nomination Miglior film
  - Nomination Miglior attore protagonista a Tobey Maguire
  - Nomination Miglior attrice protagonista a Kirsten Dunst
  - Nomination Migliore scena (Scontro sul treno tra Spider-Man e il Dottor Octopus)
- 2004 - Premio Visual Effects Society
  - Miglior ambiente creato in un live action (Strada di New York - Notte)
  - Miglior combinazione di effetti visivi (Sequenza del treno)
  - Miglior attore negli effetti visivi a Alfred Molina
  - Nomination Migliori effetti visivi in un film basato sugli effetti speciali
  - Nomination Miglior effetto speciale singolo dell'anno (La torre dell'orologio)
  - Nomination Migliori effetti speciali in servizio agli effetti visivi in un film

- 2005 - MTV Movie Award
  - Nomination Miglior film
  - Nomination Miglior eroe a Tobey Maguire
  - Nomination Miglior cattivo a Alfred Molina
  - Nomination Miglior sequenza d'azione (La battaglia della metropolitana)
- 2005 - Kids' Choice Awards
  - Nomination Film preferito
  - Nomination Attore cinematografico preferito a Tobey Maguire
- 2005 - London Critics Circle Film Awards
  - Nomination Attore non protagonista dell'anno a Alfred Molina
- 2005 - People's Choice Awards
  - Nomination Film preferito
  - Nomination Sequel preferito
  - Nomination Attore preferito in un film d'azione a Tobey Maguire
  - Nomination Combinazione preferita cinematografica a Tobey Maguire e Kirsten Dunst
  - Nomination Cattivo cinematografico preferito a Alfred Molina
- 2004 - Teen Choice Awards
  - Film dell'estate preferito
- 2005 - Golden Reel Award
  - Nomination Miglior montaggio sonoro
- 2005 - Premio Hugo
  - Nomination Miglior rappresentazione drammatica, forma lunga
- 2005 - Satellite Award
  - Miglior DVD
  - Nomination Miglior attore non protagonista a Alfred Molina
  - Nomination Migliore fotografia a Bill Pope e Anette Haellmigk (Fotografia addizionale)
  - Nomination Miglior montaggio a Bob Murawski
  - Nomination Miglior sonoro (Montaggio e missaggio) a Kevin O'Connell, Greg P. Russell, Jeffrey J. Haboush, Joseph Geisinger, Paul N.J. Ottosson e Susan Dudeck (Supervisione montaggio dialoghi)
  - Nomination Migliori effetti speciali a John Dykstra, Scott Stokdyk, Anthony LaMolinara e John Frazier
  - Nomination Miglior colonna sonora a Danny Elfman
  - Nomination Migliori extra DVD
- 2005 - World Stunt Awards
  - Miglior Lavoro in Alto (Il salto di Peter Parker tra due edifici finito male)
  - Nomination Miglior Lavoro con un Veicolo (L'inseguimento in auto ai due rapinatori)
  - Nomination Miglior Stunt Specialistico (La carneficina in ospedale)

## Sequel e opere derivate
Il grande successo di questo secondo episodio convinse Raimi a dirigere anche un'ulteriore pellicola, Spider-Man 3 (2007), sempre interpretata da Tobey Maguire. A differenza dei primi due, il terzo film non piacque alla critica ma ebbe comunque uno straordinario successo al box office (in termini di incassi globali il risultato fu addirittura più profittevole del film precedente). Dato l’enorme guadagno, i produttori avevano cominciato a mettere in piedi un quarto episodio ancora con Raimi alla regia e con Maguire come attore principale ma a causa di questioni contrattuali e continui ritardi nell’avvio della produzione sia il regista che la star abbandonarono il progetto.
Dopo l’uscita di scena di Raimi e Maguire la Sony Pictures optò per un reboot della saga trovando in Andrew Garfield il nuovo volto per interpretare il supereroe e affidando la regia del film a Marc Webb. The Amazing Spider-Man, uscì nel 2012 e grazie ai forti incassi due anni dopo venne prodotto un sequel ancora diretto da Webb (The Amazing Spider-Man 2 - Il potere di Electro). Nel tempo, grazie al consolidamento e all'espansione del Marvel Cinematic Universe, il franchise ebbe un’ulteriore ripartenza e i piani per il futuro di Garfield in The Amazing Spider-Man 3 e The Amazing Spider-Man 4 vennero abbandonati. Come nuovo Spider-Man venne scritturato il giovanissimo Tom Holland, che nei panni del personaggio fece brevemente la sua prima apparizione nel 2016 insieme ad altri supereroi Marvel, in Captain America: Civil War. L'anno successivo Holland interpretò nuovamente il supereroe, questa volta come protagonista, nel nuovo film a lui dedicato Spider-Man: Homecoming, diretto da Jon Watts. Il nuovo reboot ebbe un successo straordinario e diede vita ad altri due sequel ancora diretti da Watts, Spider-Man: Far from Home (2019) e Spider-Man: No Way Home (2021). Il terzo episodio si rivelò in termini assoluti il più grande incasso al box office dell'intero franchise, inoltre, come era già successo al suo debutto, Holland apparve nei panni di Parker anche in altre saghe di supereroi Marvel, come il terzo e quarto film degli Avengers e nella pellicola del 2018 dedicata a Venom. Dopo il successo di Spider-Man: No Way Home, i produttori Marvel Kevin Feige e Amy Pascal annunciarono la produzione di altri tre film dedicati allo Spider-Man di Holland; inoltre grazie al continuo successo delle pellicole live action, nel dicembre 2018 la Sony distribuì nelle sale cinematografiche un film d’animazione sul personaggio intitolato Spider-Man - Un nuovo universo, con una trama completamente smarcata dalla saga ufficiale che vede il giovane Miles Morales sostituire Peter Parker come protagonista. Il film, ambientato in universi paralleli dove il supereroe, oltre a Morales e a Parker, è dotato di diverse identità, fu un enorme successo e inaspettatamente un trionfo per la critica, tanto da vincere un Oscar come miglior film d’animazione e mettere in cantiere due sequel, Spider-Man: Across the Spider-Verse e Spider-Man: Beyond the Spider-Verse, rispettivamente annunciati per il 2 giugno 2023 e il 28 aprile 2024.
In concomitanza con l'uscita del film di Sam Raimi, il 28 giugno 2004 è stato rilasciato il videogioco Spider-Man 2 per Game Boy Advance, GameCube, Microsoft Windows, PlayStation 2, Xbox e successivamente per PlayStation Portable, N-Gage e Nintendo DS. Pubblicate da Activision, le versioni console sono state sviluppate da Treyarch, mentre le altre hanno avuto sviluppatori diversi. Il videogame, incentrato sulla lotta tra Spider-Man e il Dottor Octopus, ripercorre alcuni momenti del film facendo anche da sequel al videogioco del 2002 Spider-Man: The Movie, a sua volta tratto dalla pellicola precedente, ma inserisce anche ambientazioni e personaggi ‘’extra’’ come Shocker, Mysterio, Rhino e la Gatta Nera. Diversi attori del film di Raimi sono stati coinvolti come doppiatori: Tobey Maguire, Alfred Molina, Kirsten Dunst, Bruce Campbell e J.K. Simmons. Campbell, che nel film appariva brevemente come usciere del teatro, è il narratore del gioco, mentre Maguire, Molina, Kirsten Dunst e J.K. Simmons (quest’ultimo solo nella versione PSP) riprendono i rispettivi ruoli che interpretavano nella pellicola.
Ad eccezione della versione PC/Mac, il videogame ha avuto un grande successo, tanto che il 7 luglio 2004 erano già state vendute in Nordamerica più di 2 milioni di copie. Negli Stati Uniti, dopo un solo anno di distribuzione, il gioco ha fatturato 110.000.000 di dollari, e la sola versione per Game Boy Advance ha venduto dall’uscita del 2004 all’agosto 2006 circa 600.000 copie, guadagnandone 17.000.000.